# Архитектурный ансамбль Кретингского бернардинского монастыря и костёла Благовещения Святой Девы Марии
Архитектурный ансамбль Кретингского бернардинского монастыря и костёла Благовещения Святой Девы Марии в Кретинге — один из самых впечатляющих монастырских комплексов в Литве. Костёл Благовещения Святой Девы Марии, расположенный в центре Кретинги, является одним из старейших сохранившихся в Жямайтии храмов. В 1992 году комплексу зданий костела присвоен статус охраняемого государством памятника культуры национального значения, код в Регистре культурных ценностей Литовской Республики (код 27502)). В комплекс сооружений входят костёл, здание монастыря, ограда с воротами, здание гимназии, так называемый «лурд», мельница, часовни и другие здания, всего 13 объектов.

## История

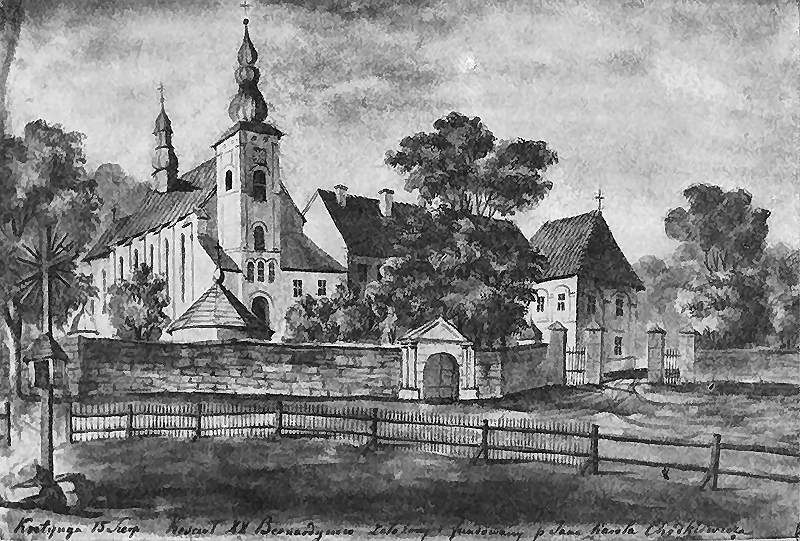
Кретингский костёл и монастырь в XIX веке

Каменные здания монастыря и костёла построены в 1605—1617 годах по инициативе влиятельного магната Речи Посполитой Яна Кароля Ходкевича и его жены Софии. По инициативе Ходкевича в Кретингу были приглашены десять монахов францисканцев. Кирпичный однонефный храм в готическом стиле без башни был соединён галереей с монастырём. Три монастырских здания и храм образовывали закрытый двор. 7 июля 1619 года жемайтийский епископ Станислав II Кишка освятил костёл во имя Благовещения Пресвятой Девы Марии и Святого Франциска. Появление монастыря францисканцев способствовало развитию Кретинги как города.
Монастырь и костёл в 1659 и 1710 годах были разорены шведской армией, но правивший Кретингой после Ходкевичей Казимир Павел Ян Сапега позаботился об их ремонте, обновил алтарь костёла. В 1907—1912 годах костёл был перестроен, присоединены два боковых нефа, сооружен просторный трансепт, возведена новая деревянная башня.
В начале XIX века в монастырь ссылали провинившихся перед царской властью ксендзов и монахов из закрывавшихся обителей. Однако в XX веке, в межвоенный период, его культурное значение вновь возросло: были построены современная школа, колледж миссий Святого Антония и дворец Святого Антония. В этот период монастырь имел свою типографию, переплётную мастерскую, богатую библиотеку и даже кинозал, поэтому считался духовным и административным центром литовских францисканцев.
В середине XX века кретингский костёл пострадал при пожаре, получил повреждения во время Второй мировой войны, а после неё советская власть конфисковала его имущество и ограничила деятельность. Однако храм продолжал действовать и ремонтировался стараниями прихожан в 1950, 1959 и 1965 годах.

## Архитектура и внутреннее убранство
Длина здания составляет 52,62 м, ширина — 19,65 м, высота центрального нефа — 16,05 м. В центре главного юго-западного фасада возвышается башня высотой в 60 м (вместе с крестом около 70 м). Костёл Благовещения Святой Девы Марии построен в готическом и ренессансном архитектурных стилях, хотя в нём прослеживаются и барочные черты. В костёле семь алтарей, созданных в XVII—XVIII веках, украшенный деревянными скульптурами амвон, обладающая особой ценностью картина с изображением святого Антония. Здесь находится и один из старейших органов Литвы, изготовленный в 1774 году. Под центральным алтарём захоронены останки францисканских монахов и членов семьи Ходкевичей — инициаторов строительства храма.

## Галерея

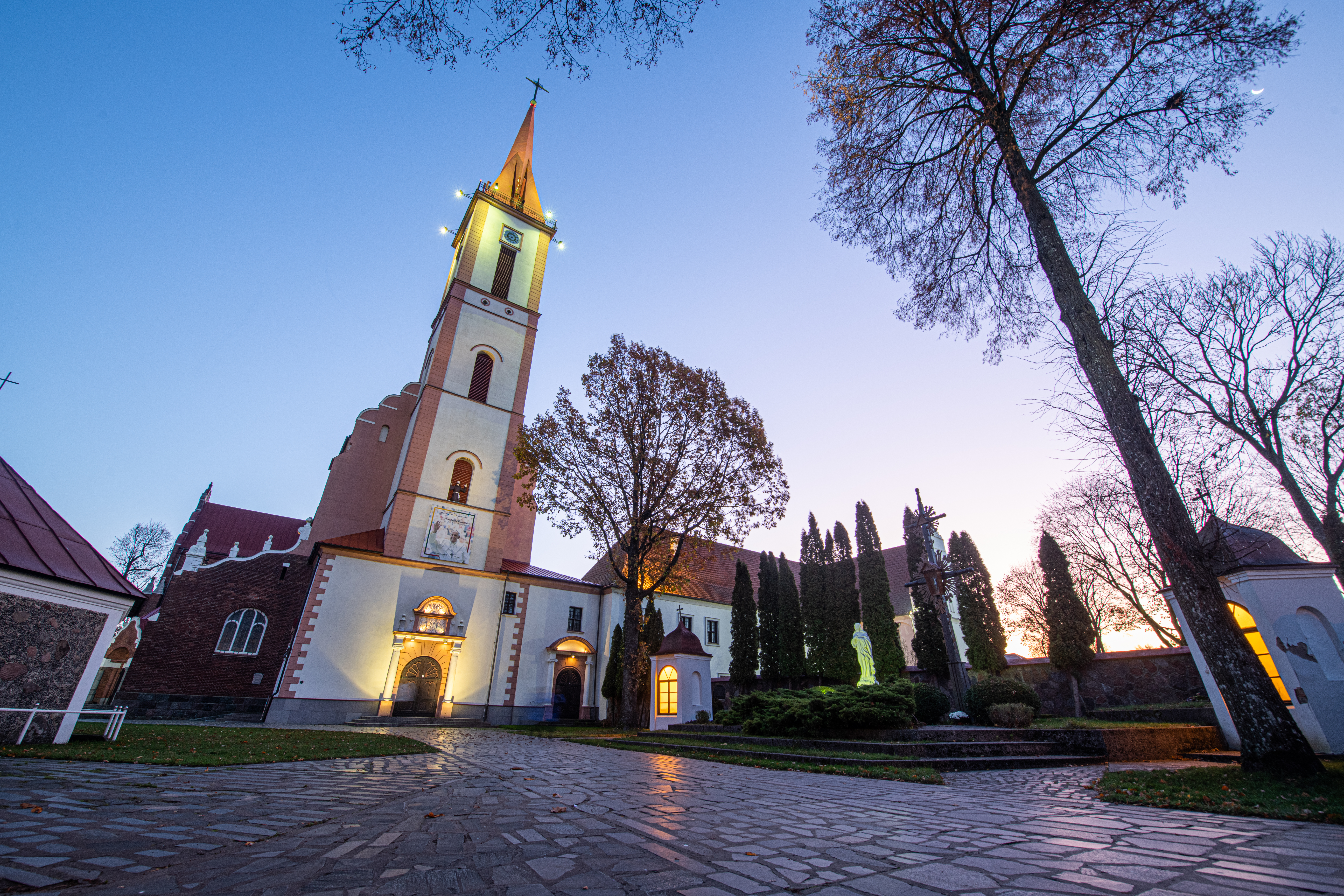
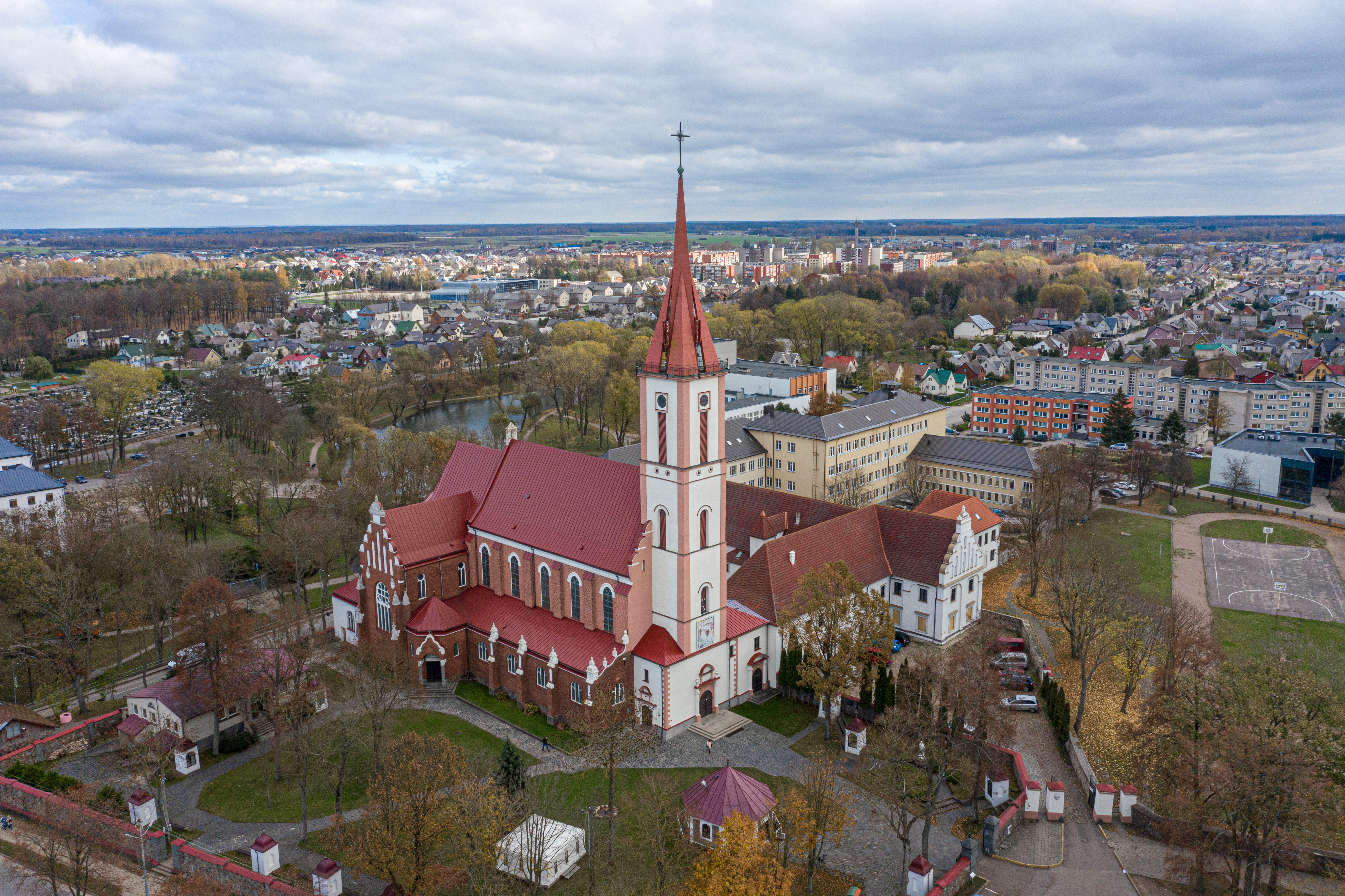
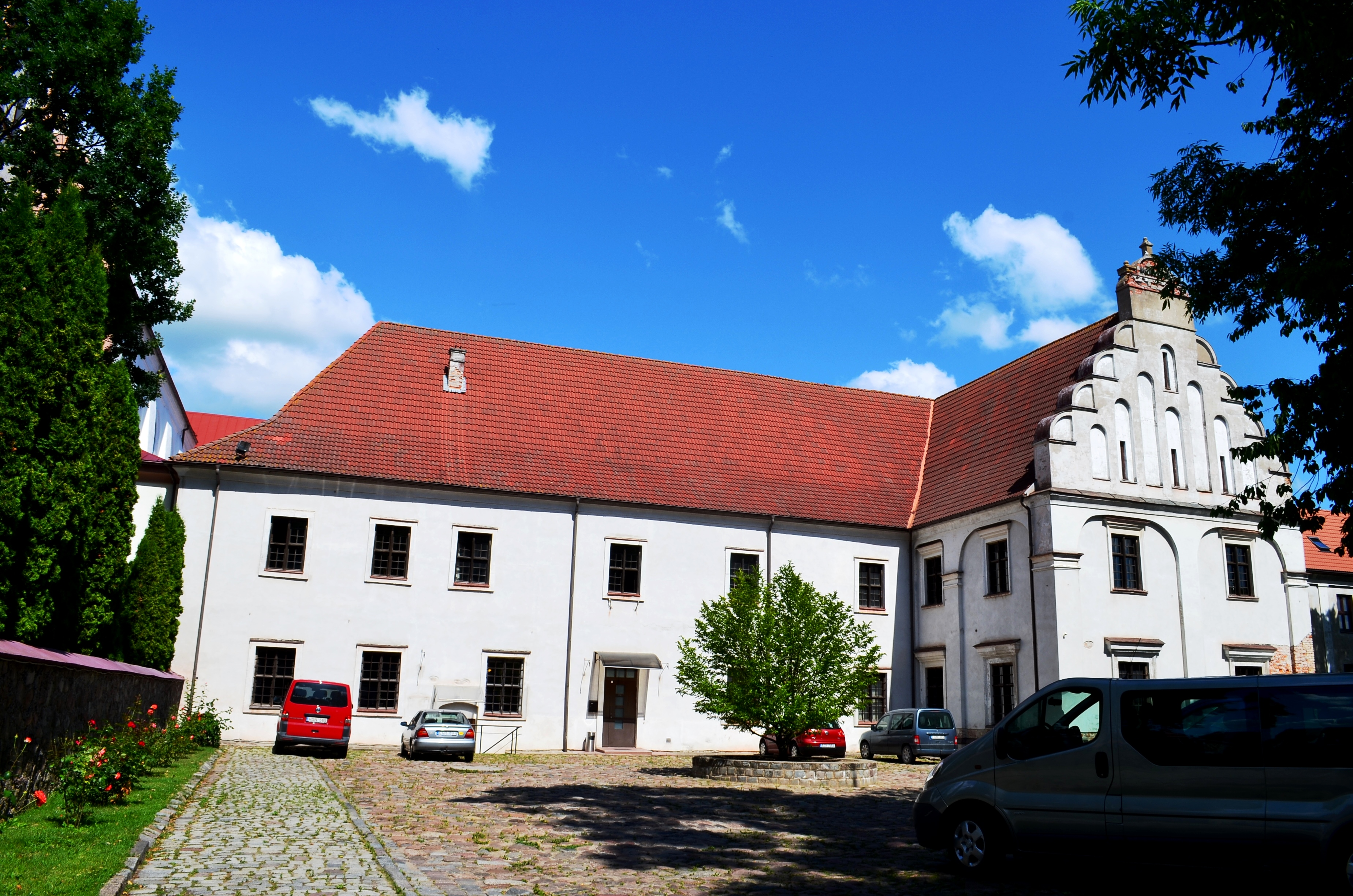
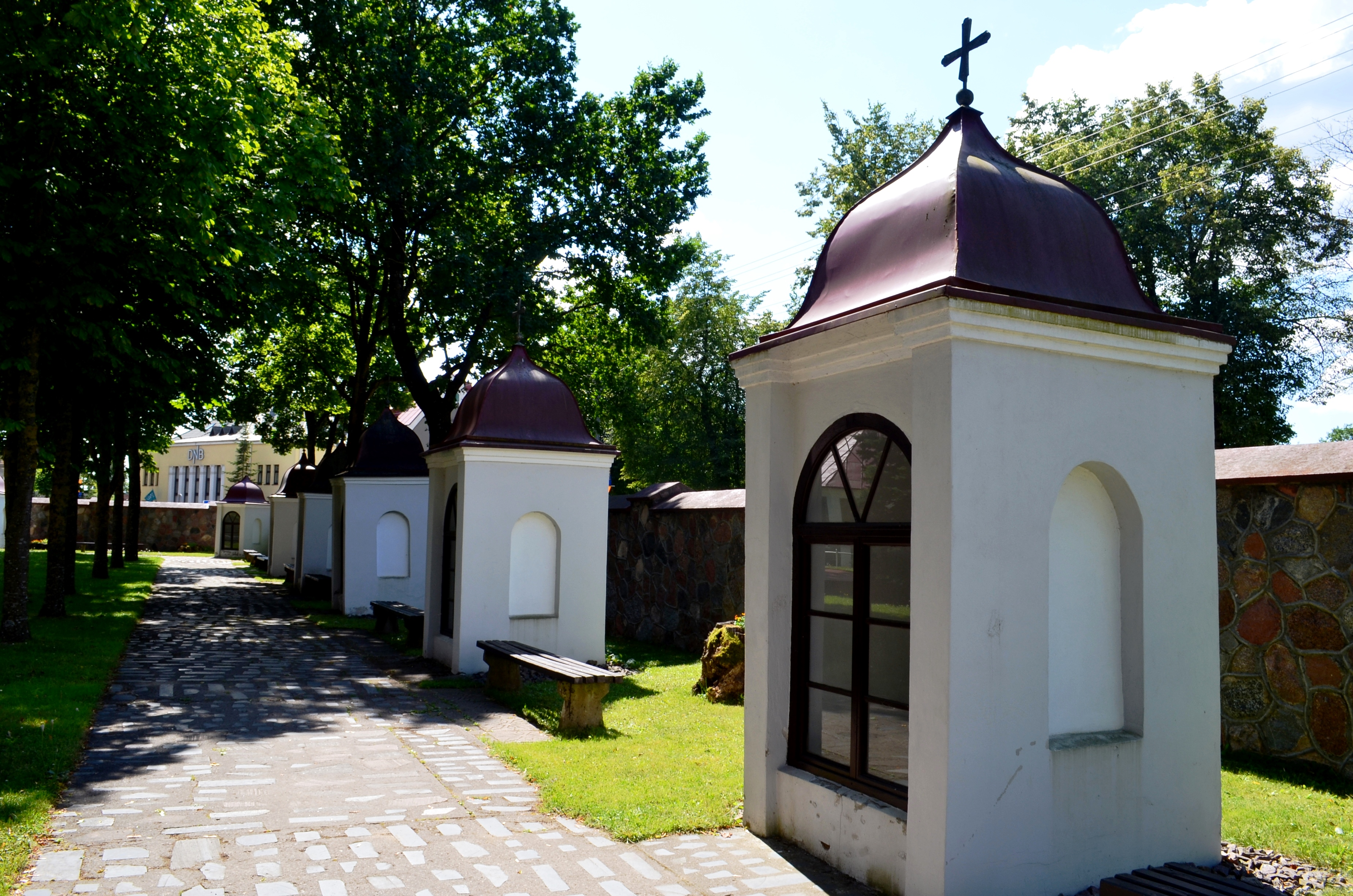
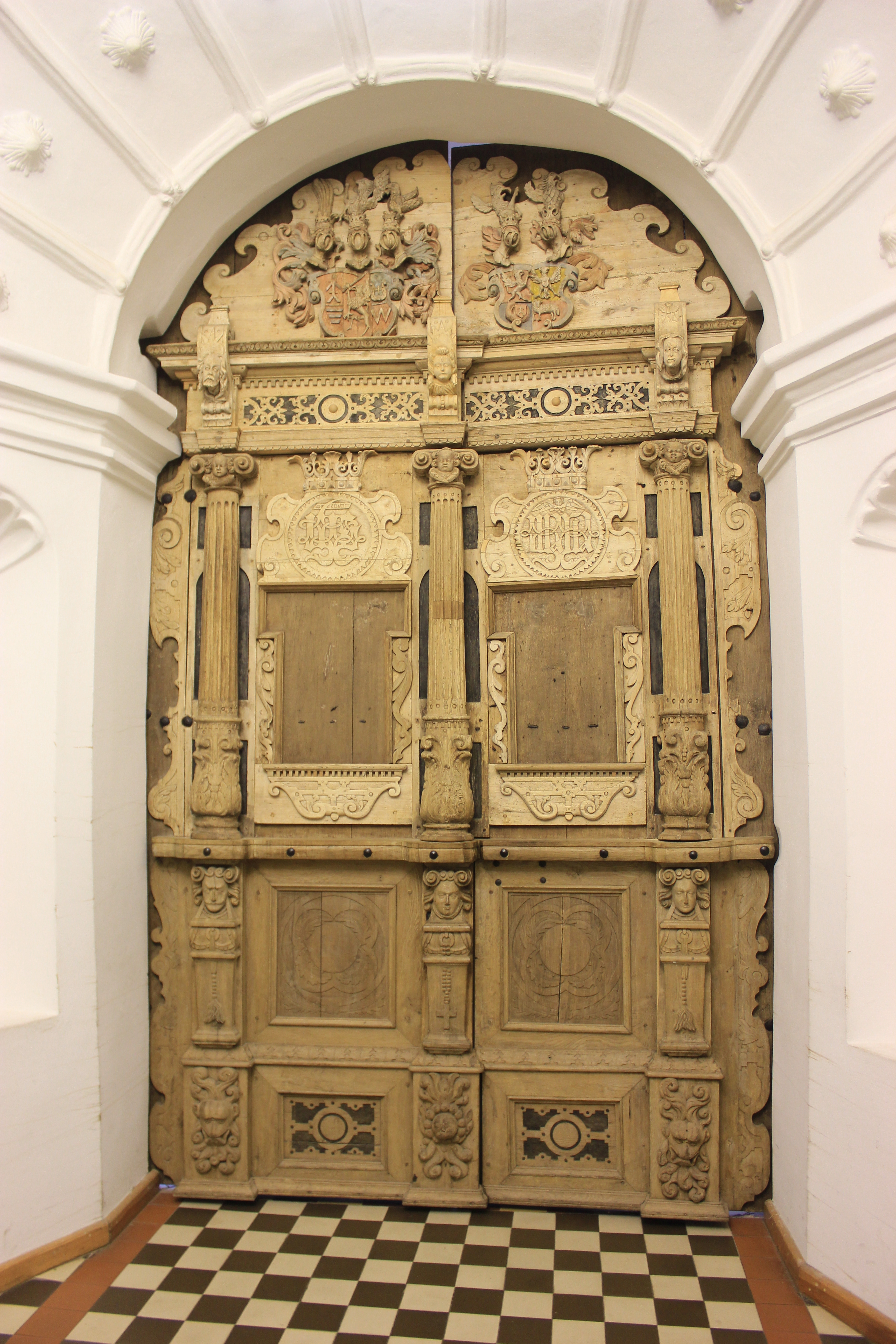
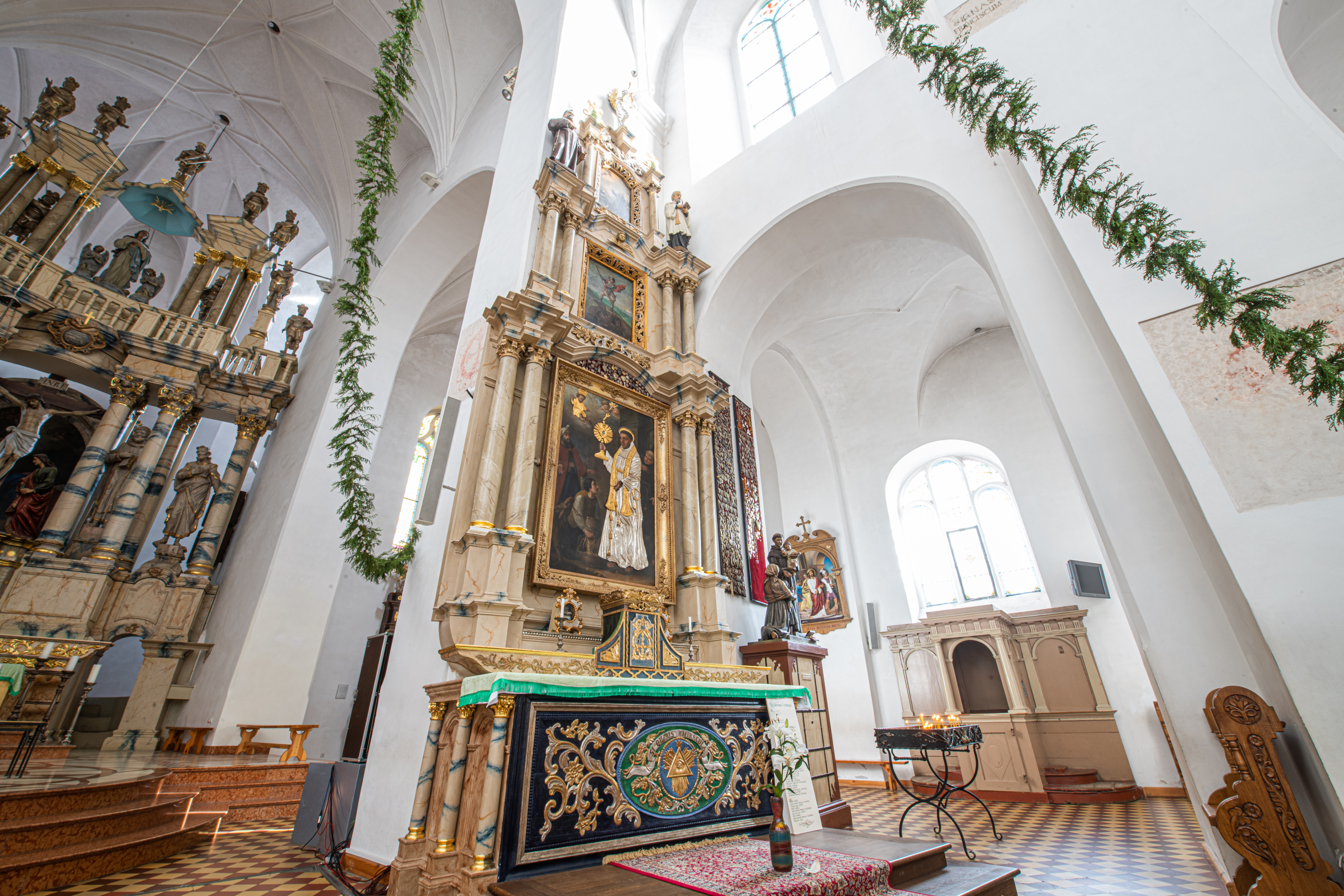
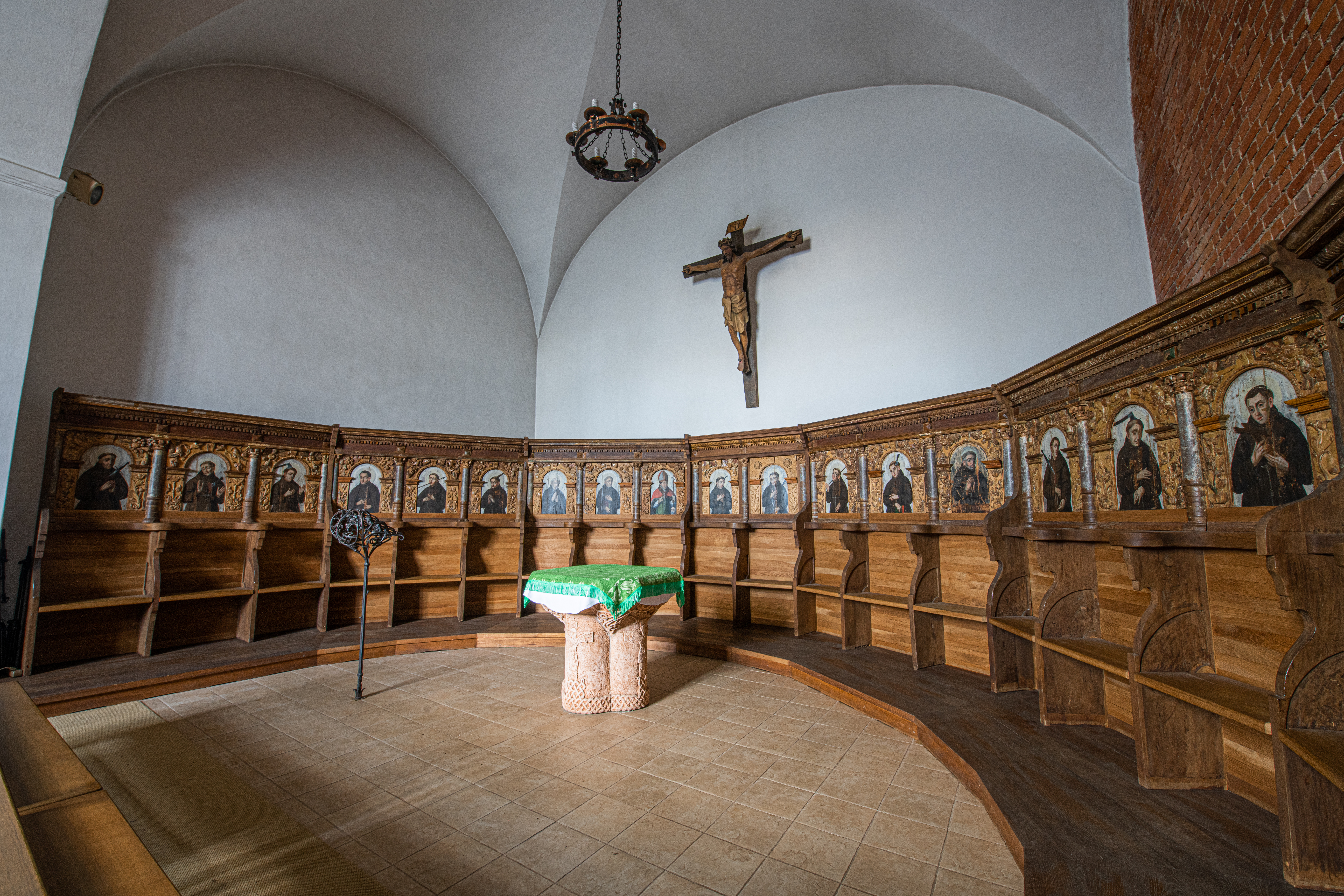
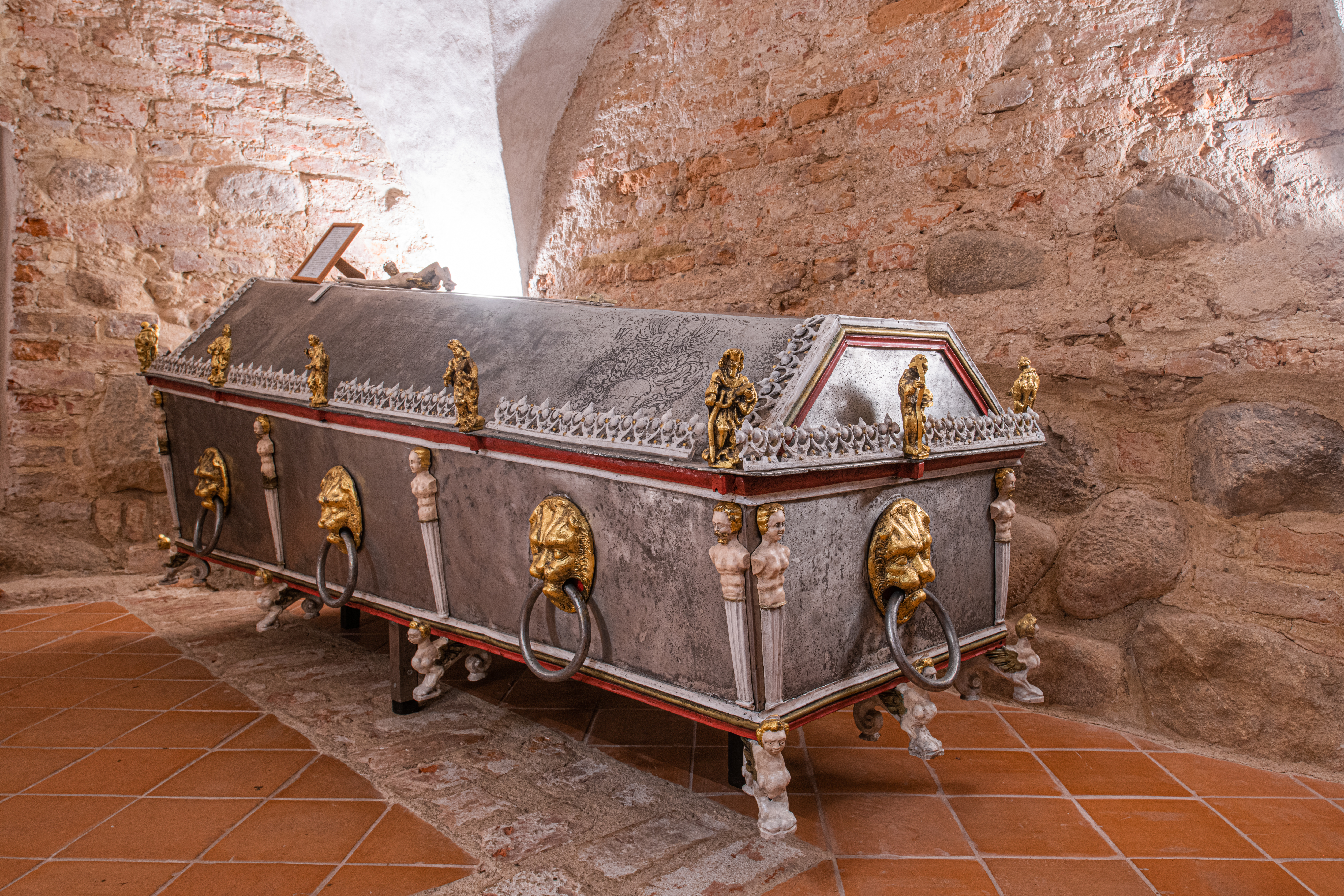
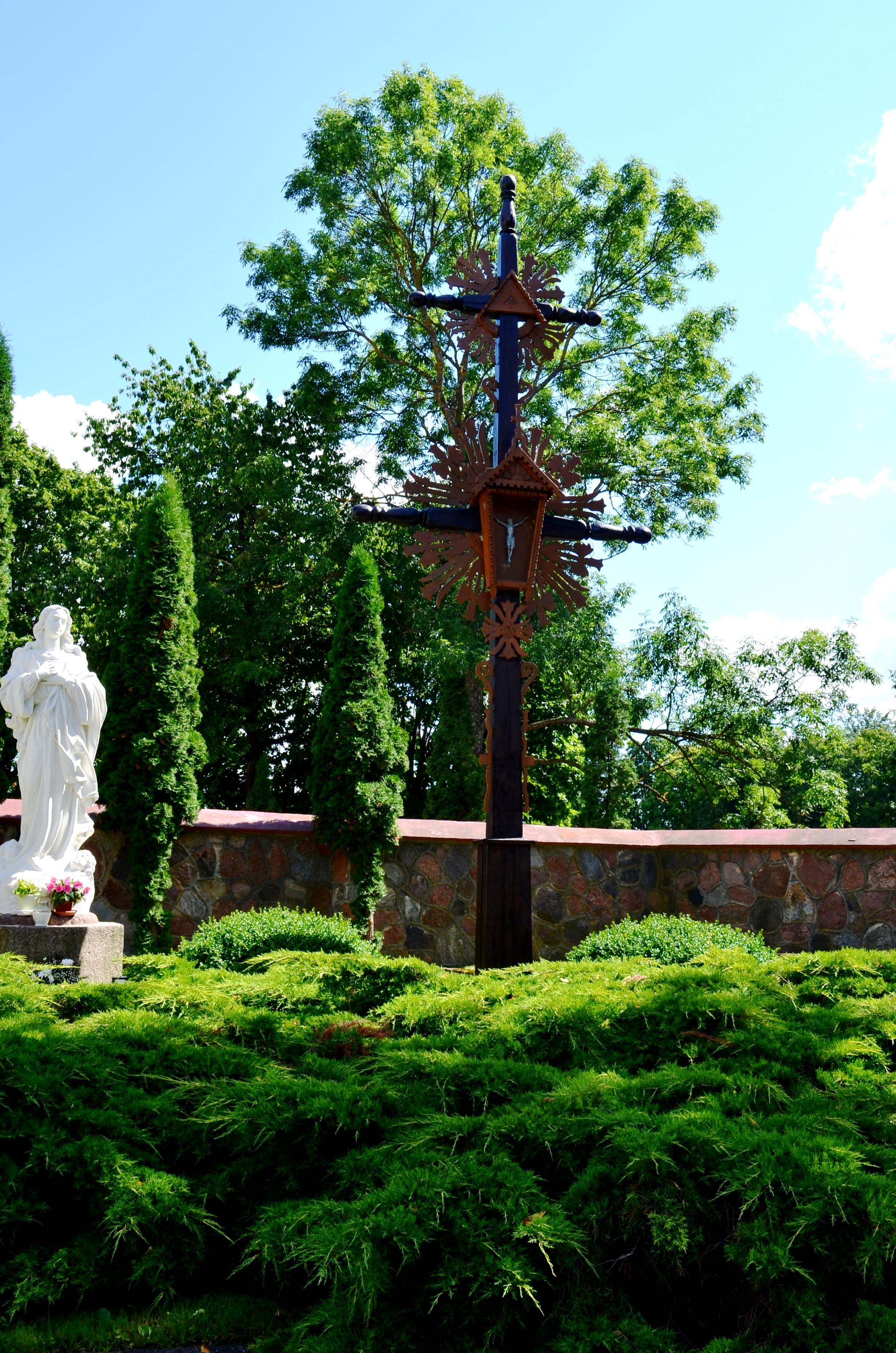